# 圣胡安德普兰
圣胡安德普兰，是西班牙阿拉贡自治区韦斯卡省的一个市镇。总面积56平方公里，总人口152人（2018年），人口密度3人/平方公里。